# Backnang
Backnang város Németországban, azon belül Baden-Württembergben. Lakosainak száma 38 184 fő (2023. december 31.).

## Városrészei
- Backnang 
  - Steinbach
  - Germannsweiler
  - Mittelschöntal
  - Oberschöntal
  - Sachsenweiler
  - Seehof
  - Stiftsgrundhof
  - Ungeheuerhof
  - Unterschöntal
  - Rötleshof
  - Staigacker
  - Neuschöntal
- Heiningen
- Maubach
  - Schulhaus (Alte Schule).
- Strümpfelbach
  - Katharinenhof
- Waldrems
  - Waldrems
  - Horbach
  - Ebni

## Népesség
A település népessége az elmúlt években az alábbi módon változott:
| Lakosok száma | 25 595 | 29 187 | 30 100 | 29 149 | 30 092 | 33 204 | 34 562 | 35 661 | 34 990 | 38 184 |
|               | 1961   | 1967   | 1974   | 1980   | 1987   | 1993   | 2000   | 2006   | 2013   | 2023   |

 A Murr folyó mellett fekszik, 1325 óta tartozik Württemberghez.

## Híres személyek
- Johann Baptist Fickler (1533–1610) jogász
- Richard Ottmar (1889–1956) teológus
- Leonhard Schmidt (1892–1978) festő
- Manfred Henninger (1894–1986) festő
- Ralf Rangnick (1958) futballedző
- Christine Spindler (1960) írónő
- Simon Mora (1977) színész
- Gregor Meyle (1978) zenész
- Fabian Aupperle (1986) labdarúgó
- Julian Schieber (1989) labdarúgó
- Daniel Lang (1992) labdarúgó